# Rosenritz
Der Rosenritz ist ein 2938 m ü. M. hoher Berggrat südlich oberhalb von Zermatt. 
Der Rosenritz ist ein Teil eines 150 m unter dem Hohtälligrat nordwestlich abzweigenden Seitengrates. Am Wandfuss des Hohtälligrates, dem Verbindungsgrat zwischen Gornergrat und Hohtälli, auf einer Höhe von rund 3000 m ist dieser Seitengrat zunächst ein breiter von einem Blockgletscher bedeckter Rücken. Die höchste Erhebung des Seitengrates ist ein Rundhöcker von 3006 m Höhe. Auf diesen Rundhöcker wird frühestens 2024 eine kuppelbare 4er-Sesselbahn von Breitboden her kommend gebaut. Der Rosenritz ist etwa 450 m lang und beginnt bei Punkt 2938 m. In der Mitte weist er noch eine Höhe von 2899 m auf. Der Bergwanderweg zum Gornergrat überwindet den Seitengrat am unteren Ende des Rosenritz auf etwa 2800 m. Im Südwesten liegen die flachen Kare Untere und Obere Kelle mit mehreren kleinen Seen, nach Nordosten hin fällt der Rosenritz mit steilen Felswänden zu einem weiteren Kar, dem Hohtälli, ab. Der Rosenritz kann aus der Unteren und der Oberen Kelle weglos bestiegen werden.